# Bartnia Góra (wieś)
Bartnia Góra – wieś w Polsce położona w województwie podlaskim, w powiecie suwalskim, w gminie Filipów.
| SIMC    | Nazwa     | Rodzaj    |
| ------- | --------- | --------- |
| 1013134 | Niepresna | część wsi |
| 1013298 | Żegawa    | część wsi |

W latach 1975–1998 miejscowość administracyjnie należała do województwa suwalskiego.